# Michał Czarski
Michał Adam Czarski (ur. 30 czerwca 1949 w Sosnowcu) – polski polityk i samorządowiec, w 1989 minister pracy i polityki socjalnej, w latach 1994–2002 prezydent Sosnowca, w latach 2002–2006 marszałek województwa śląskiego, przewodniczący Sejmiku Województwa Śląskiego (2008–2010).

## Życiorys
Absolwent III Liceum Ogólnokształcącego im. Bolesława Prusa w Sosnowcu (z 1967). Ukończył następnie studia w Wyższej Szkole Ekonomicznej im. Karola Adamieckiego w Katowicach. Pracował w administracji państwowej m.in. jako dyrektor Wydziału Zatrudnienia i Spraw Socjalnych w urzędzie wojewódzkim w Katowicach. Od marca do września 1989 z ramienia Polskiej Zjednoczonej Partii Robotniczej był ministrem pracy i polityki socjalnej w rządzie Mieczysława Rakowskiego. W latach 1989–1991 pełnił funkcję radcy ambasady RP w Pradze w Czechosłowacji. Następnie do 1994 pracował jako konsultant i dyrektor w prywatnej firmie. W wyborach w 1994 został członkiem rady miejskiej, od tego czasu do 2002 sprawował urząd prezydenta Sosnowca. Równocześnie pełnił też funkcje członka zarządu Komunikacyjnego Związku Komunalnego Górnośląskiego Okręgu Przemysłowego, członka Rady Kontraktu Regionalnego, przewodniczącego Komisji ds. Samorządu i Regionalizmu, członka zarządu Śląskiego Związku Gmin i Powiatów, przedstawiciela Sosnowca w Związku Miast Polskich.
W listopadzie 2002 z ramienia Sojuszu Lewicy Demokratycznej został wybrany na radnego sejmiku śląskiego II kadencji, a następnie powołany na stanowisko marszałka województwa, które zajmował do listopada 2006. W 2004 został członkiem prezydium Komitetu Regionów Unii Europejskiej oraz członkiem Komisji ds. Polityki Spójności tego komitetu. W wyborach samorządowych w tym samym roku po raz drugi uzyskał mandat radnego województwa, obejmując funkcję wiceprzewodniczącego sejmiku. W grudniu 2008 powołano go na stanowisko przewodniczącego sejmiku III kadencji. W 2010 i w 2014 uzyskiwał reelekcję w wyborach wojewódzkich. W 2018 nie kandydował ponownie.

## Odznaczenia i wyróżnienia
- Krzyż Kawalerski Orderu Odrodzenia Polski (2002)[3]
- Medal Komisji Edukacji Narodowej
- Srebrny Medal za Zasługi dla Policji (2002)[4]